# George Aylwin Hogg
George Aylwin Hogg (1915 - 22 juli 1945) was een Brits journalist en avonturier, die in China bekendstaat als een held omdat hij tijdens de Tweede Chinees-Japanse Oorlog samen met Rewi Alley 60 weeskinderen in veiligheid bracht voor het Japanse leger. Hij deed dit door met hen te voet een 1100 kilometer lange tocht te maken door de bergen.

## Biografie

### Jonge jaren
Hogg groeide op in het kleine plaatsje Harpenden in Engeland. Hij studeerde aan de St. George's School.. Na deze school te hebben afgemaakt, ging hij studeren aan het Wadham College in Oxford, alwaar hij de titel Bachelor of Arts haalde.
In 1937 vertrok hij met de Queen Mary naar New York, waarna hij al liftend de Verenigde Staten doorreisde. Hij bezocht onder andere zijn tante Muriel Lester (een bekende Britse pacifist en vriendin van Gandhi). Samen reisden ze af naar Japan.

### Leven in China
Hogg deed als onafhankelijk journalist voor Associated Press verslag van de Tweede Chinees-Japanse oorlog. In januari 1938 vertrok hij naar Sjanghai, alwaar hij de Nieuw-Zeelandse zuster Kathleen Hall hielp om voedsel en medicijnen naar de communisten te smokkelen. Hij was in deze periode getuige van de wreedheden van het Japanse leger tegen de Chinese bevolking waaronder het bloedbad van Nanjing, wat voor hem reden was om in China te blijven. In de provincie Shaanxi werd hij goede vrienden met de Communistische generaal Nie Rongzhen. Samen met hem was hij betrokken bij enkele guerrilla-aanvallen op de Japanners. Hij schreef over deze periode een boek getiteld "I See a New China".
Hogg raakte betrokken bij de Gung-Ho-beweging van de Nieuw-Zeelandse communist Rewi Alley. Hij hielp Alley een armoedig weeshuis waar 60 weesjongens verbleven te runnen. Hij hielp het weeshuis onder andere aan voedsel in de vorm van groenten en gierst door een oude katoenplantage nabij het weeshuis om te vormen tot een akker. De jongens in het weeshuis noemden hem "Ho Keu" in plaats van Hogg. Om hun respect te winnen, ondernam Hogg veel activiteiten met de jongens zoals zingen, zwemmen, sporten en wandelingen. Hogg adopteerde zelf vier van de kinderen; de broers Nie Guangchun, Nie Guranghan, Nie Guangtao en Nie Guangpei. Hogg’s werk werd gefinancierd door de Chinese Industrial Cooperatives (CIC), eveneens georganiseerd door Alley.

### De vlucht
Eind 1944 werd het weeshuis doorzocht door het Nationalistische leger van China, welke de jongens wilde rekruteren als kindsoldaten. Hogg werd gearresteerd toen hij weigerde hier aan mee te werken. Na zijn vrijlating, besloot hij met de jongens te vluchten naar Shandan in de provincie Gansu; 1100 kilometer verderop.
De tocht werd in twee etappes opgezet. De eerste 33 jongens vertrokken in november 1944 en de overige 27 in januari 1945. Ze moesten te voet door onder andere de besneeuwde bergen trekken. Na een maand reizen kwamen ze aan in Lanzhou, alwaar Hogg zes dieselvrachtwagens huurde om de rest van de afstand af te leggen.
In maart 1945 kwamen Hogg en de jongens aan in Shandan. Alley huurde hier voor hen een paar oude tempels, die door Hogg werden omgebouwd tot klaslokalen en werkplaatsen. De nieuwe school werd gesteund door Nieuw-Zeelanders, die later de “New Zealand China Friendship Society” vormden.

### Dood
In juli 1945 liep Hogg een tetanusinfectie op toen hij zijn teen openhaalde tijdens een potje basketballen. Twee van de jongens vertrokken om medicijnen te halen, maar dat mocht niet baten. Hogg stierf op 22 juli na een ziekbed van drie dagen.
Hij werd net buiten het nieuwe weeshuis begraven. Op zijn grafsteen staat een citaat uit zijn favoriete gedicht:

And life is colour and warmth and light;
And a striving evermore for these;
And he is dead who will not fight;
And who dies fighting has increase.

Amper een maand na zijn dood eindigde de Tweede Chinees-Japanse Oorlog.

## Nasleep
Hoggs leven in China is, zij het in aangepaste vorm, verwerkt tot de film The Children of Huang Shi. Hierin speelt Jonathan Rhys Meyers de rol van Hogg.
Hoggs leven wordt beschreven in het boek Ocean Devil: The Life and Legend of George Hogg door James MacManus.